# Via Sacra

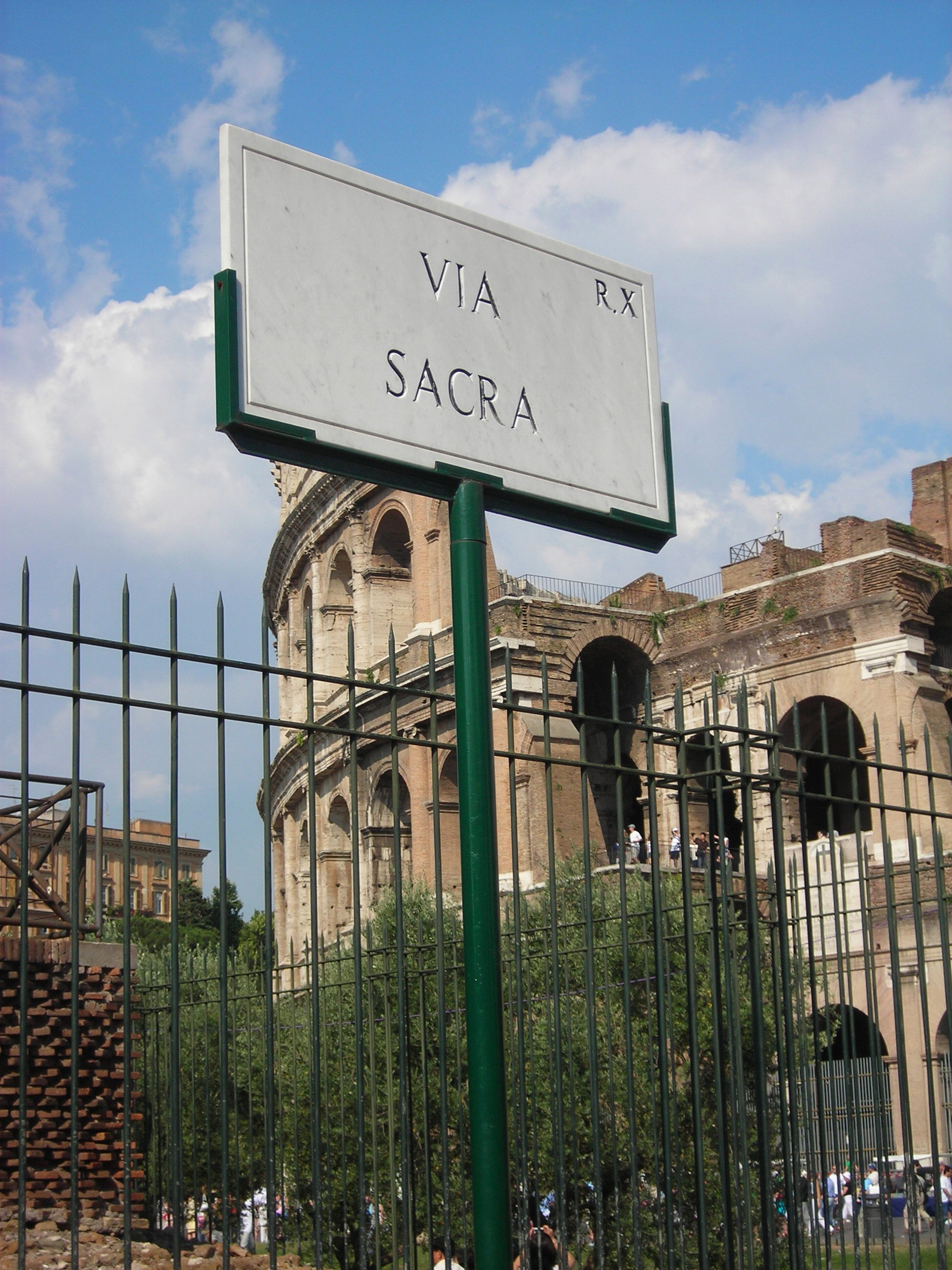

Via Sacra (tiếng latin: đường thánh) là một đường phố chính của thành phố Roma cổ đại. Đường này đi qua một số cảnh quan tôn giáo quan trọng nhất của Forum Romanum từ đông sang tây (nơi đường này rộng nhất), từ tòa nhà Regia, Comitium, Curia, Đấu trường La Mã (Coloseum), sau đó lên đền thờ thần Jupiter trên đồi Capitolinus.
Nguồn gốc của đường này rất lâu đời, dường như từ khi thành lập thành Rome. Sử gia người Pháp chuyên nghiên cứu về Văn minh La Mã cổ đại Pierre Grimal đã tìm thấy dấu vết của nó trong một decumanus (trục đông tây), một trong các trục truyền thống của việc thành lập mọi thành phố La Mã cổ đại.
Via Sacra là một phần của tuyến đường diễu hành truyền thống của các tướng lãnh và đội quân chiến thắng trở về ở thời La Mã cổ đại. 

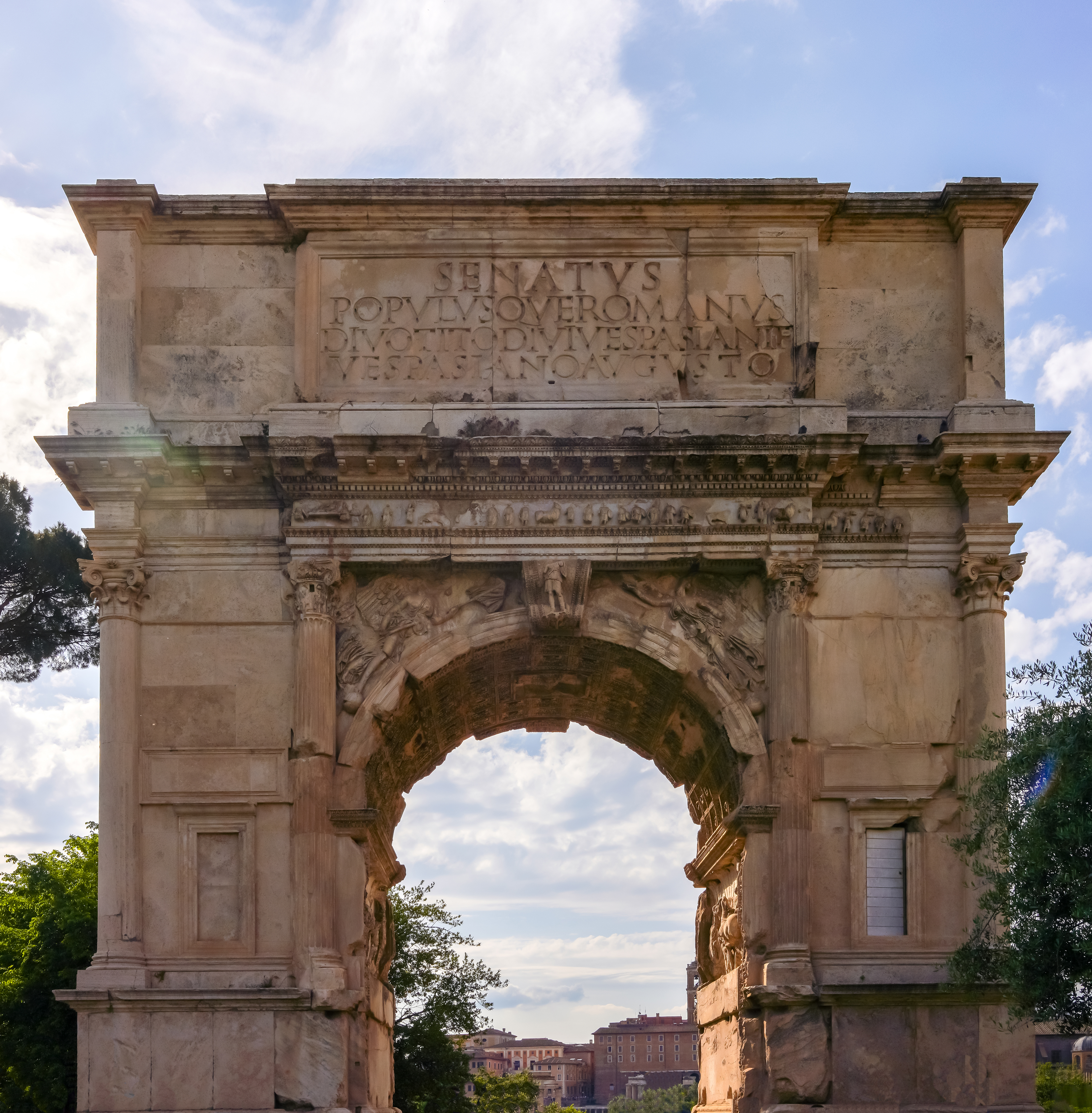
Cổng Titus trên Via Sacra